# جادك الغيث
جادك الغيث هو موشحة أندلسية من تأليف العلامة الشاعر لسان الدين ابن الخطيب.

## الموشح
نسجت على منوال موشح ابن سهل شاعر إشبيلية وسبتة من بعدها التي مطلعها:
فبدأها ابن الخطيب فقال:

وقد غنت تلك الموشحة فيروز:

## الوصلات الخارجية
- جادك الغيث على موسوعة الديوان الشعرية.
- جادك الغيث على موقع بوابة الشعراء.